# Elva (Piemont)
Elva (okcitánul: Elvo) település Olaszországban, Piemont régióban, Cuneo megyében. Lakosainak száma 78 fő (2023. január 1.). Elva Bellino, Prazzo, Sampeyre, Stroppo és Casteldelfino községekkel határos.

## Népesség
A település lakossága az elmúlt években az alábbi módon változott:
| Lakosok száma | 92   | 94   | 78   |
|               | 2017 | 2018 | 2023 |